# Грушевська Ольга Олександрівна
О́льга Олекса́ндрівна Груше́вська, до шлюбу Парфененко, псевдонім О. Олександренко (*16 (4 січня) 1878, Шуя, Владимирська губернія, Російська імперія — †20 травня 1961 Київ, Українська РСР, СРСР) — українська історик, літературознавиця, шевченкознавиця, бібліотекарка, букіністка, громадська діячка. Дослідниця творчості Пантелеймона Куліша та Леоніда Глібова.

## Життєпис
Народилася в місті Шуя в родині військового.
Закінчила історичний відділ Вищих жіночих курсів у Києві (навчалася з 1906 року), правничо-історико-літературні курси в Санкт-Петербурзі 1914 року. В 1914—17 роках слухала лекції з мовознавства в Петроградському університеті та з бібліотекознавства при бібліотеці Російської академії наук — читали Олексія Шахматова, Івана Бодуена де Куртене, А. Щерби, Володимира Перетца.
З 1917 року повернулася до України, де проживала в Києві. 1917-18 років, у добу УНР, постійний секретар Комітету по заснуванню Українського університету в Києві, секретарка правління, діловодка та скарбниця.
У 1918—1920 роках працює помічницею бібліотекаря університету, у 1920—1925 роках — бібліотекарка Київського вищого інституту народної освіти. У 1925—1927 роках працює постійною позаштатною співробітницею бібліотеки Історико-філологічного відділення ВУАН. У 1919—1927 роках — позаштатна співробітниця, в 1927—1930 роках  — штатна співробітниця Комісії по складанню історико-географічного словника українських земель при ВУАН.
Масові радянські репресії інтелігенції створили обставини, щоб залишити ВУАН. З 1931 року працює бібліотекаркою Київського хіміко-технологічного інституту. Організувала науково-технічну книгозбірню Українського інституту кераміки та скла. Після арешту чоловіка Олександра Грушевського — під постійним наглядом спецслужб Радянського Союзу.
Незважаючи на постійну загрозу арешту, Ольга Грушевська зберегла архів свого чоловіка Олександра Грушевського та його брата Михайла Грушевського. 1956 року, після його смерті, вона передала ці документи до Центрального державного архіву України.
Померла 20 травня 1961 року, похована в Києві.

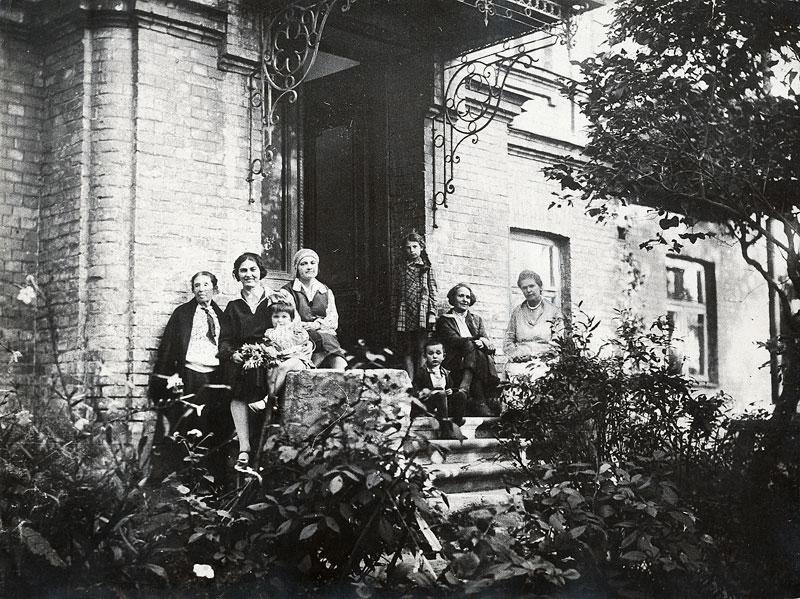
Мешканці будинку на Паньківській, 9. Крайня праворуч — Ольга Олександрівна Грушевська. Близько 1928 рік

### Наукові та публіцистичні роботи
Ольга Грушевська є авторкою праць із шевченкознавства, історії України 18—19 століть, з них:
- «З Петербурзьких років Шевченка» (Шевченківський збірник, 1914),
- «Оксана», «З діяльності Куліша в 1850-х роках» (Науковий збірник за рік 1924. Київ, 1925),
- Київська форпостна лінія // Історично-географічний збірник. — К., 1927. — Т. І
- «Київські суперечки з приводу шинкування» (Науковий збірник за рік 1928. Київ, 1928),
- Гетьманські універсали м. Києва // Історично-географічний збірник. — К., 1928. — Т. ІІ
- З історії кріпацтва в XVIII в. на Гетьманщині // Історично-географічний збірник. — К., 1928. — Т. ІІ
- З минулого м. Стародуба [Архівовано 31 березня 2014 у Wayback Machine.] // Історично-географічний збірник. — К., 1929. — Т. ІІІ
- статті «Леонід Глібов» (1919), «З діяльності Куліша в 1850-х роках» (1924).

У своїх дослідженнях Ольга Грушевська аналізує стан тогочасного книжкового руху; опрацювала важливий фактичний матеріал для написання історії наукових бібліотек Києва.